# Phyllothelys paradoxum
Phyllothelys paradoxum är en bönsyrseart som beskrevs av Wood-mason 1885. Phyllothelys paradoxum ingår i släktet Phyllothelys och familjen Mantidae. Inga underarter finns listade i Catalogue of Life.